# Aechmea echinata
Espèce
Classification phylogénétique
Aechmea echinata est une espèce de plantes de la famille des Bromeliaceae, endémique de la forêt atlantique (mata atlântica en portugais) au Brésil.

## Synonymes
- Wittrockia echinata Leme[2].